# وصلة مقابس

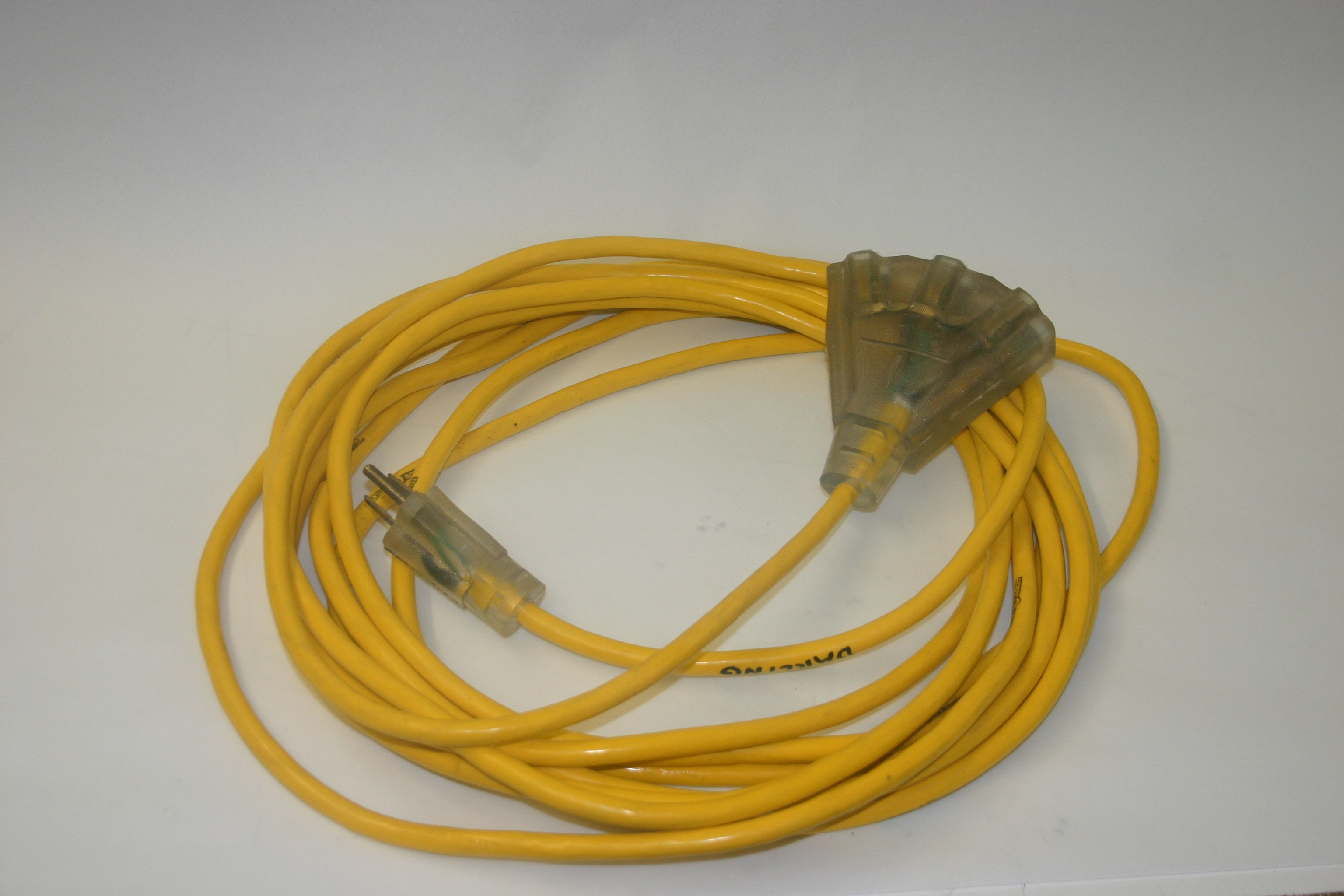
Yellow NEMA 5-15 extension cord

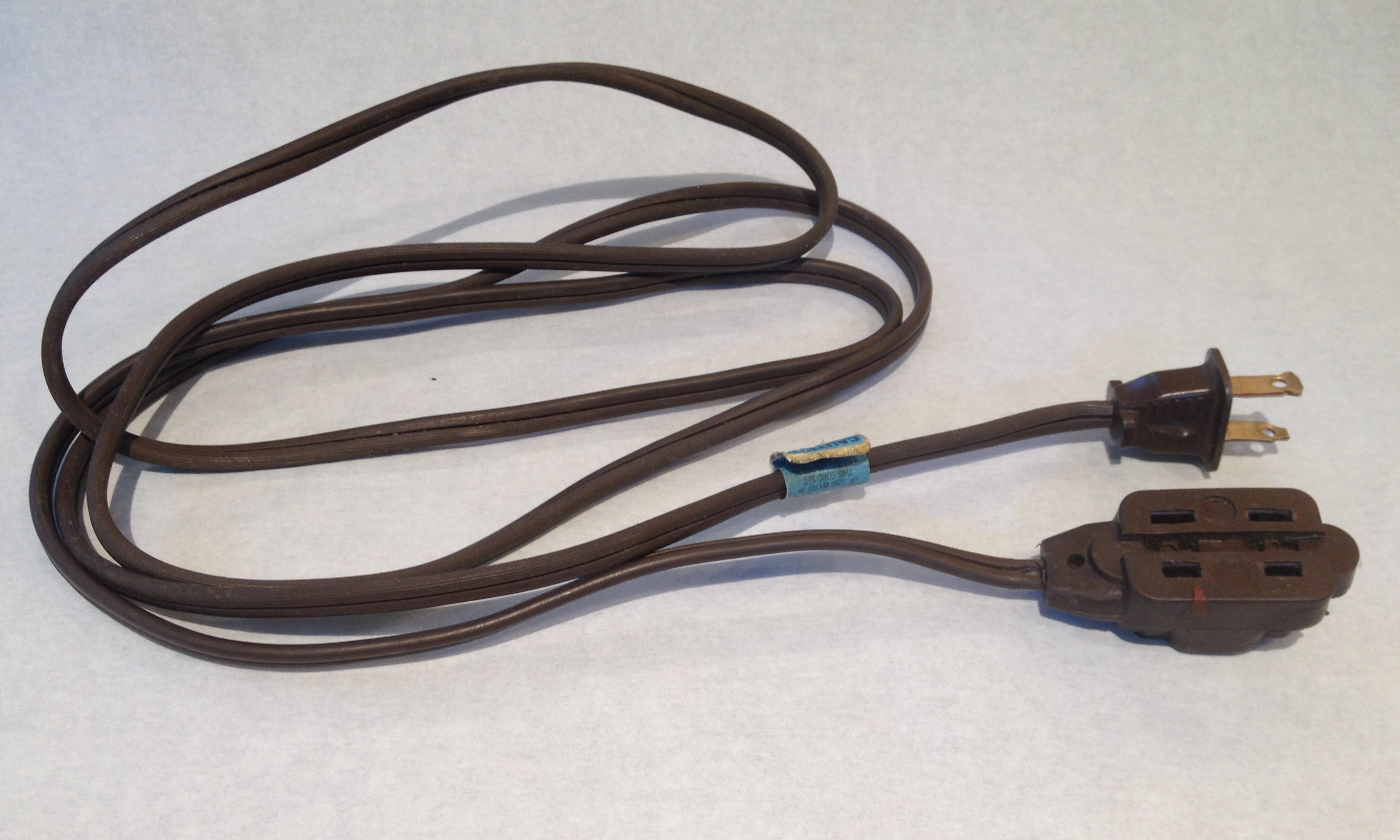
NEMA-1 extension cord, common in the United States

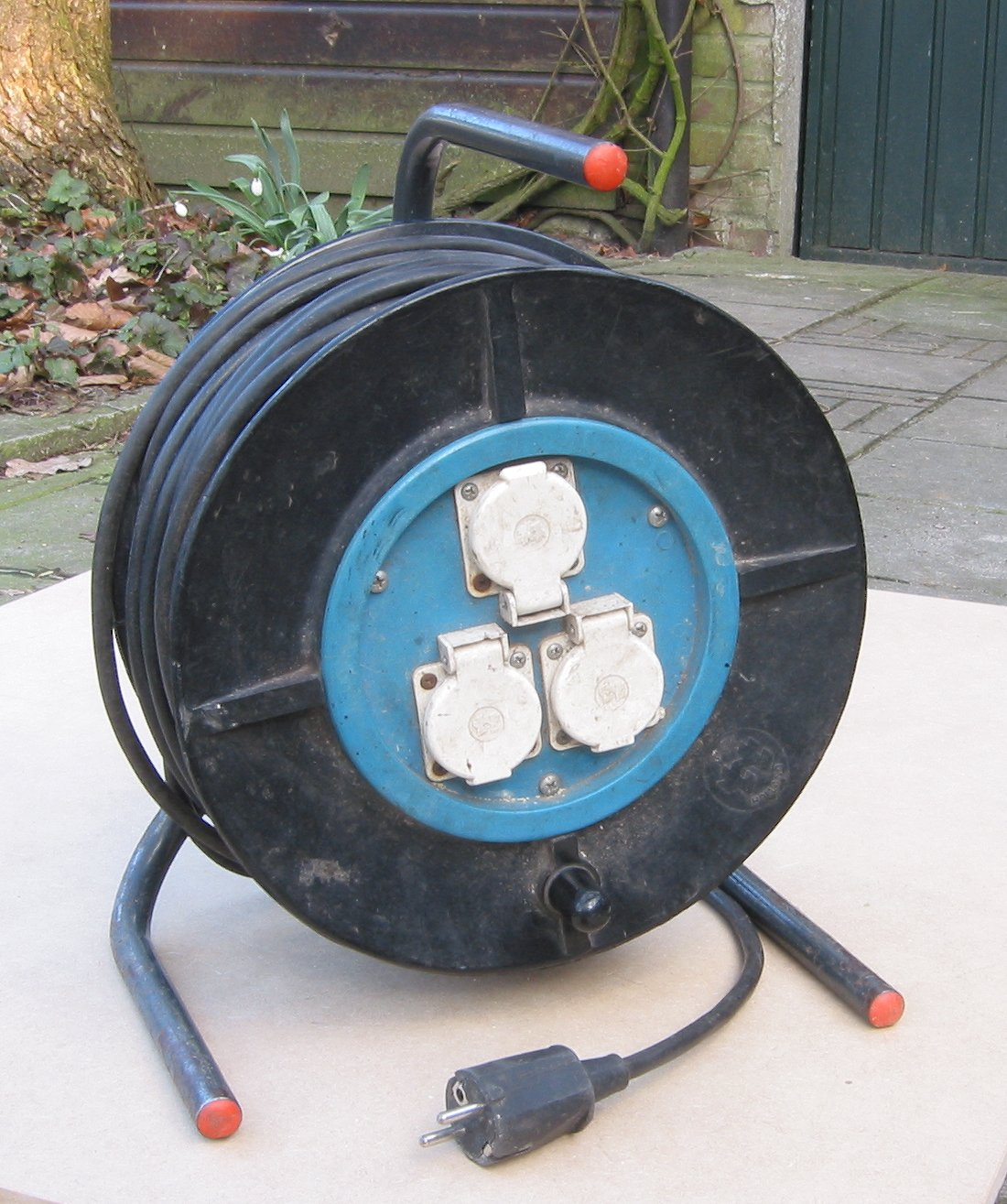
Extension cord reel (Germany)

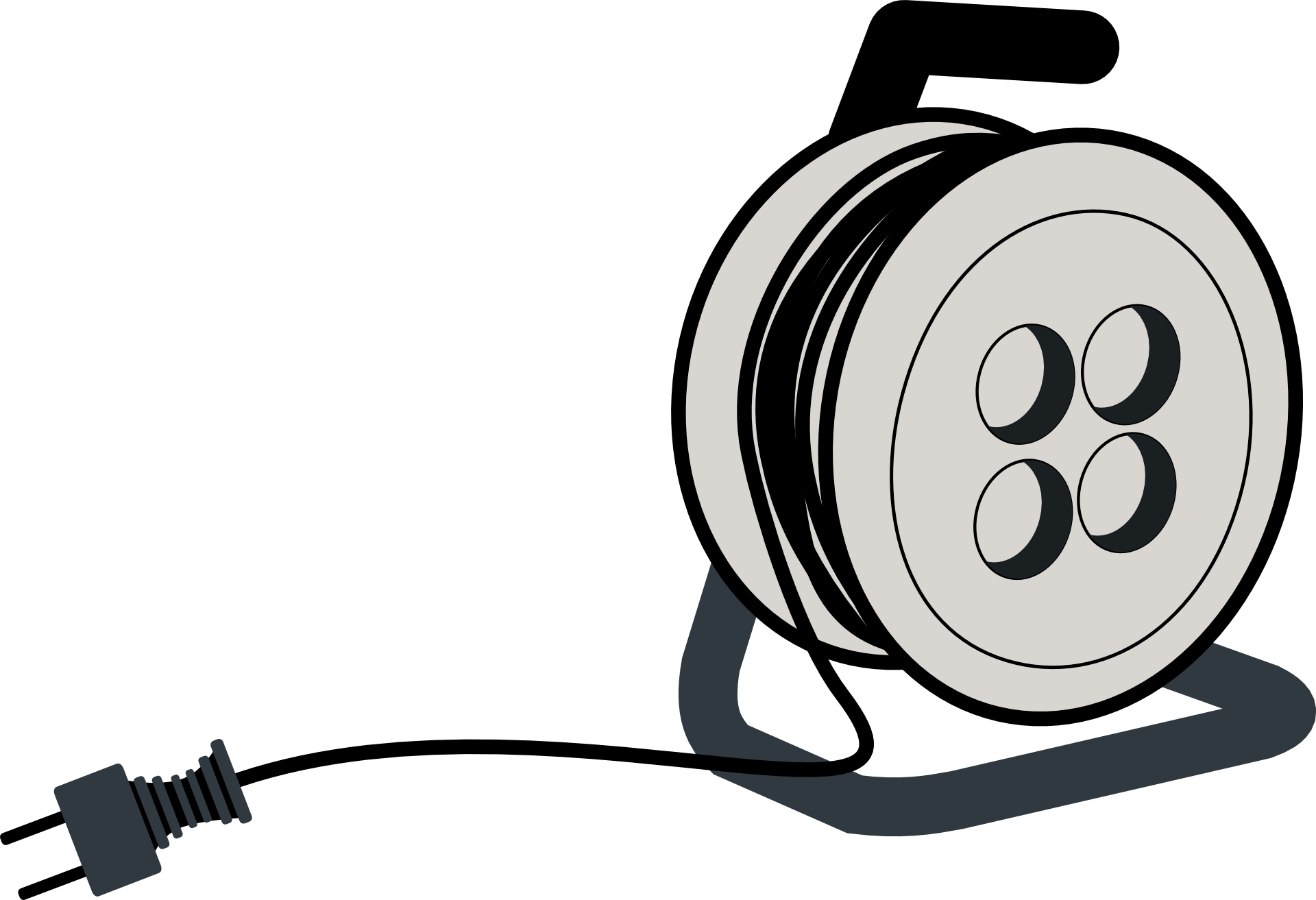
وصلة مقابس

وصلة المقابس (الجمع: وصلات المقابس) هي عبارة عن سلك كهربائي، موصول بصندوق من المقابس، تستخدم وصلة المقابس لتوصيل الكهرباء، إلى موضع لا يوجد به مقابس، وتحوي عادةً وصلة المقابس على أكثر من ثلاث مقابس لتوصيل به أكثر من جهاز كهربائي.
غالباً ما يكون صندوق المقابس مصنوع من اللدائن بحيثيكون معزولاً حتى يمنع حدوث الصدمة الكهربائية نتيجة التلامس المباشر.
وصلة المقابس تحتوي على مميزات حماية مختلفة، تختلف باختلاف أنواع المقابس.
هو طول كبل الطاقة الكهربائية المرن (المرن) مع قابس في أحد طرفيه ومقبس واحد أو أكثر في الطرف الآخر (عادةً ما يكون من نفس النوع اكتب كقابس). يشير المصطلح عادةً إلى امتدادات التيار الكهربائي (التيار المتردد المنزلي) ولكنه يستخدم أيضًا للإشارة إلى ملحقات الأنواع الأخرى من الكابلات. إذا كان القابس ومأخذ الطاقة من نوعين مختلفين، فيمكن استخدام مصطلح «سلك المحول». يتراوح طول معظم أسلاك التمديد من حوالي 2 إلى 30 قدمًا على الرغم من أنها تتكون من 300 قدم في الطول.

## معرض الصور

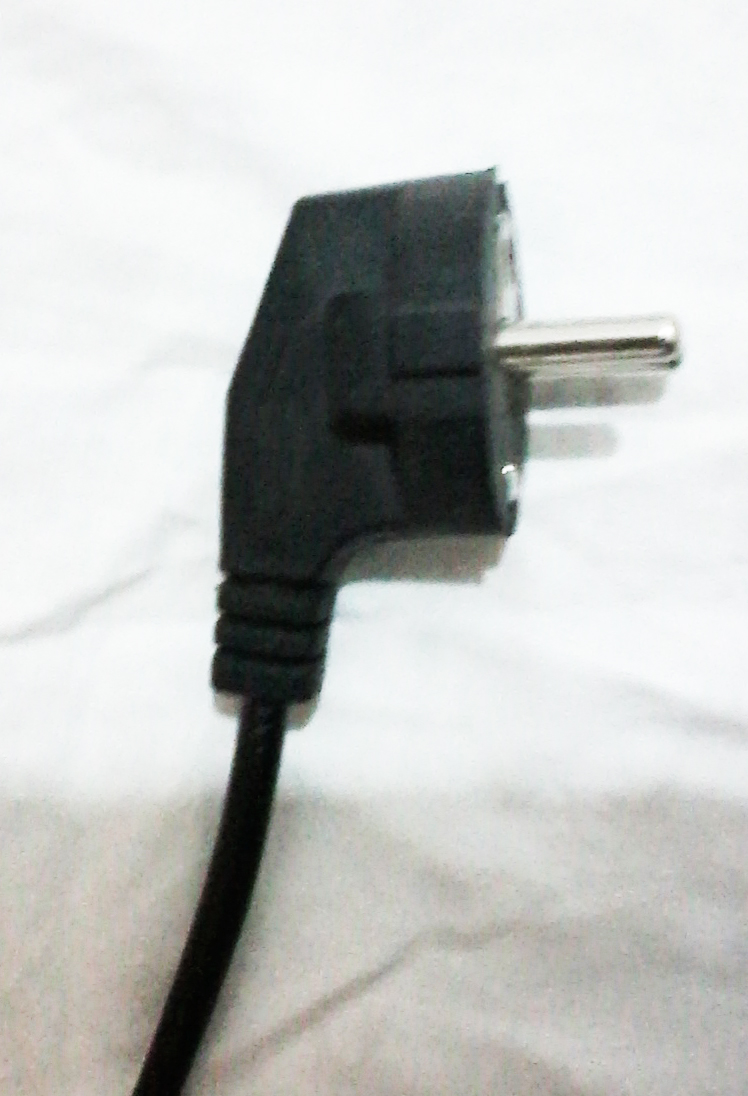
قابس كهربائي
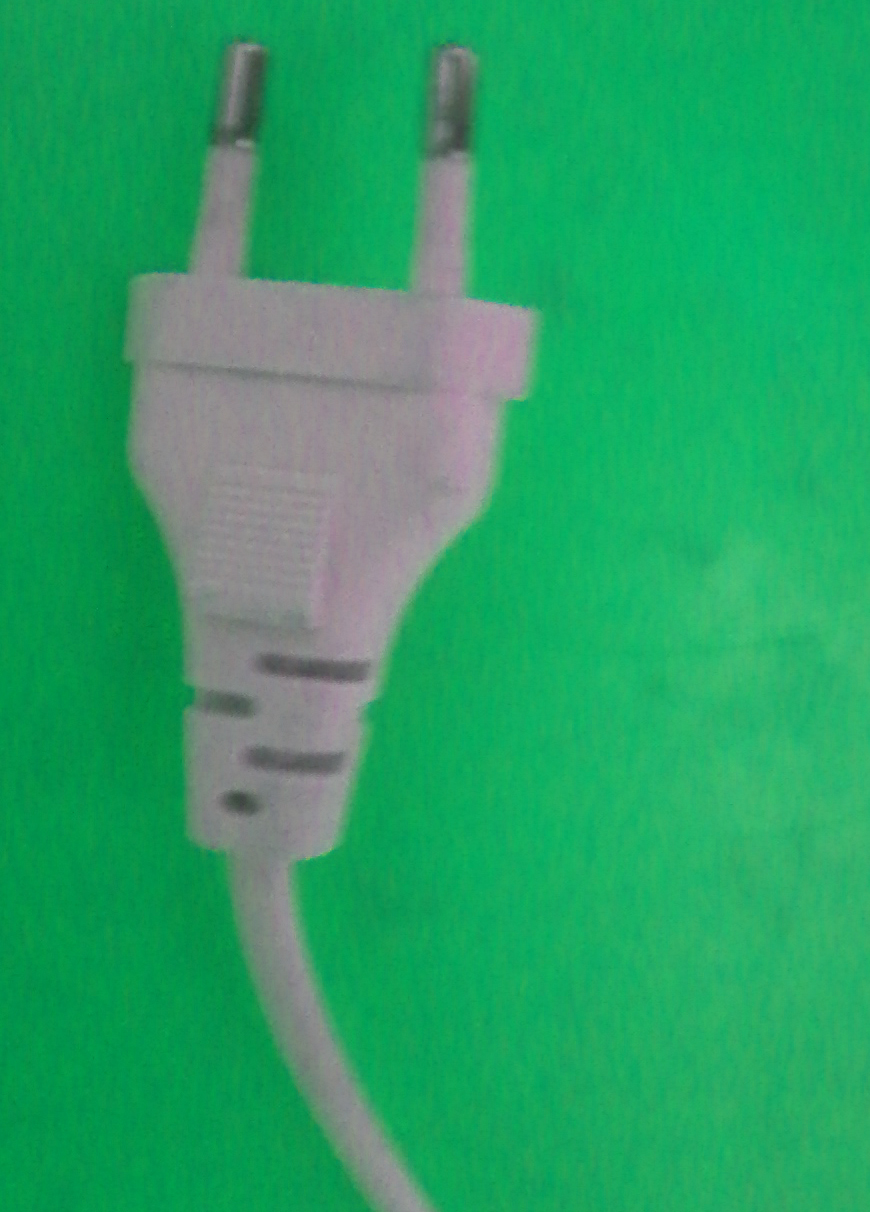
قابس كهربائي
قويبس
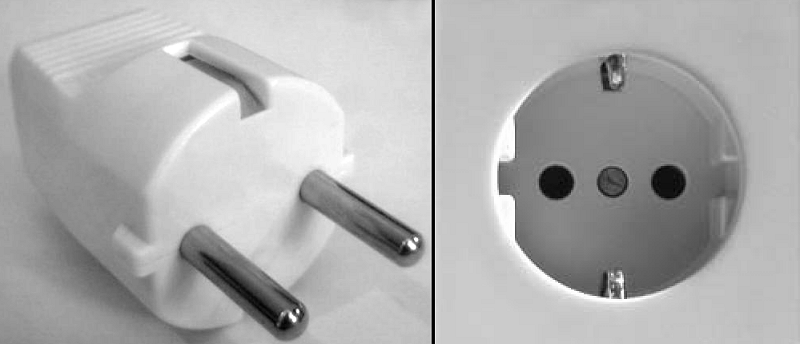
قابس ومقبس
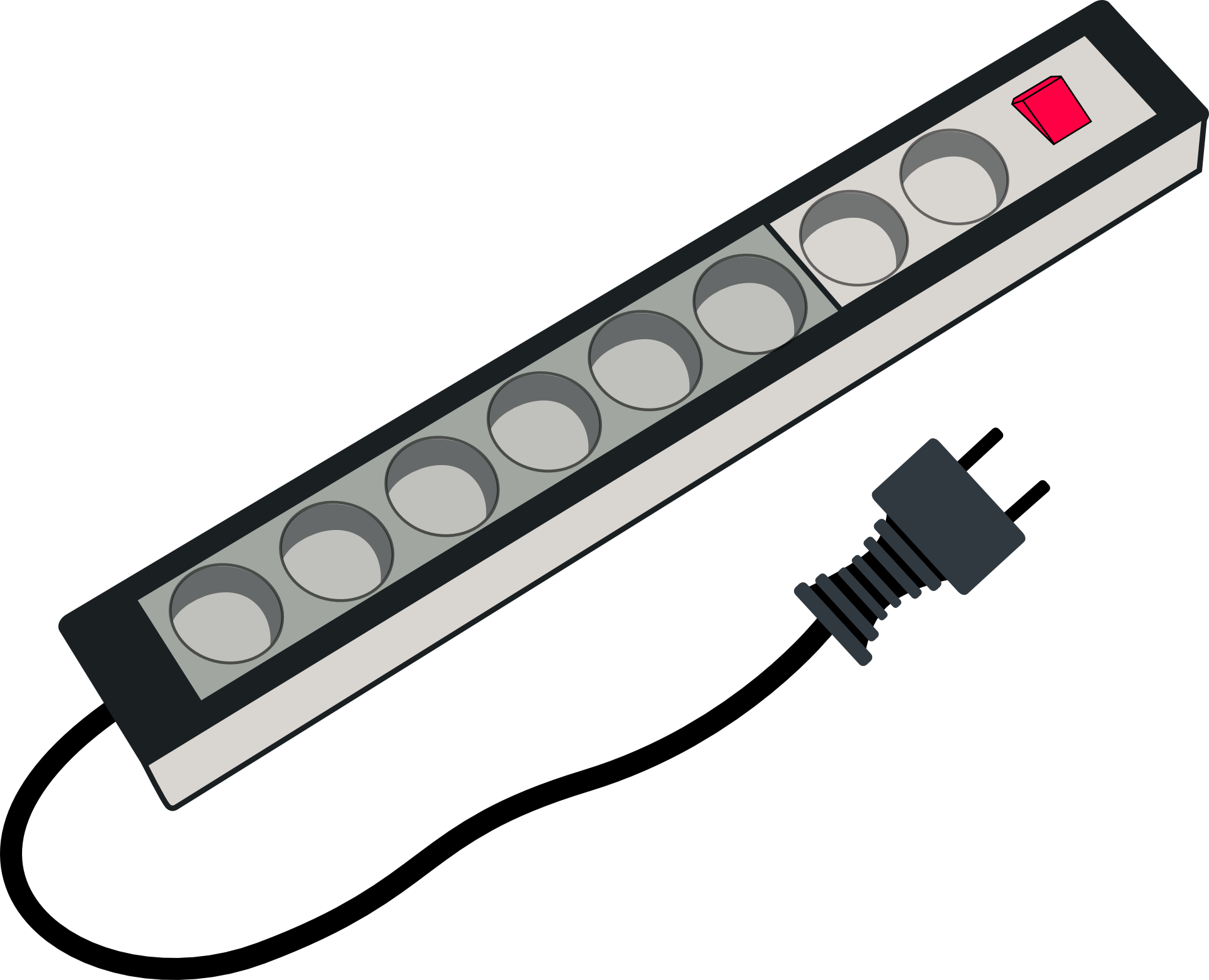
وصلة مقابس
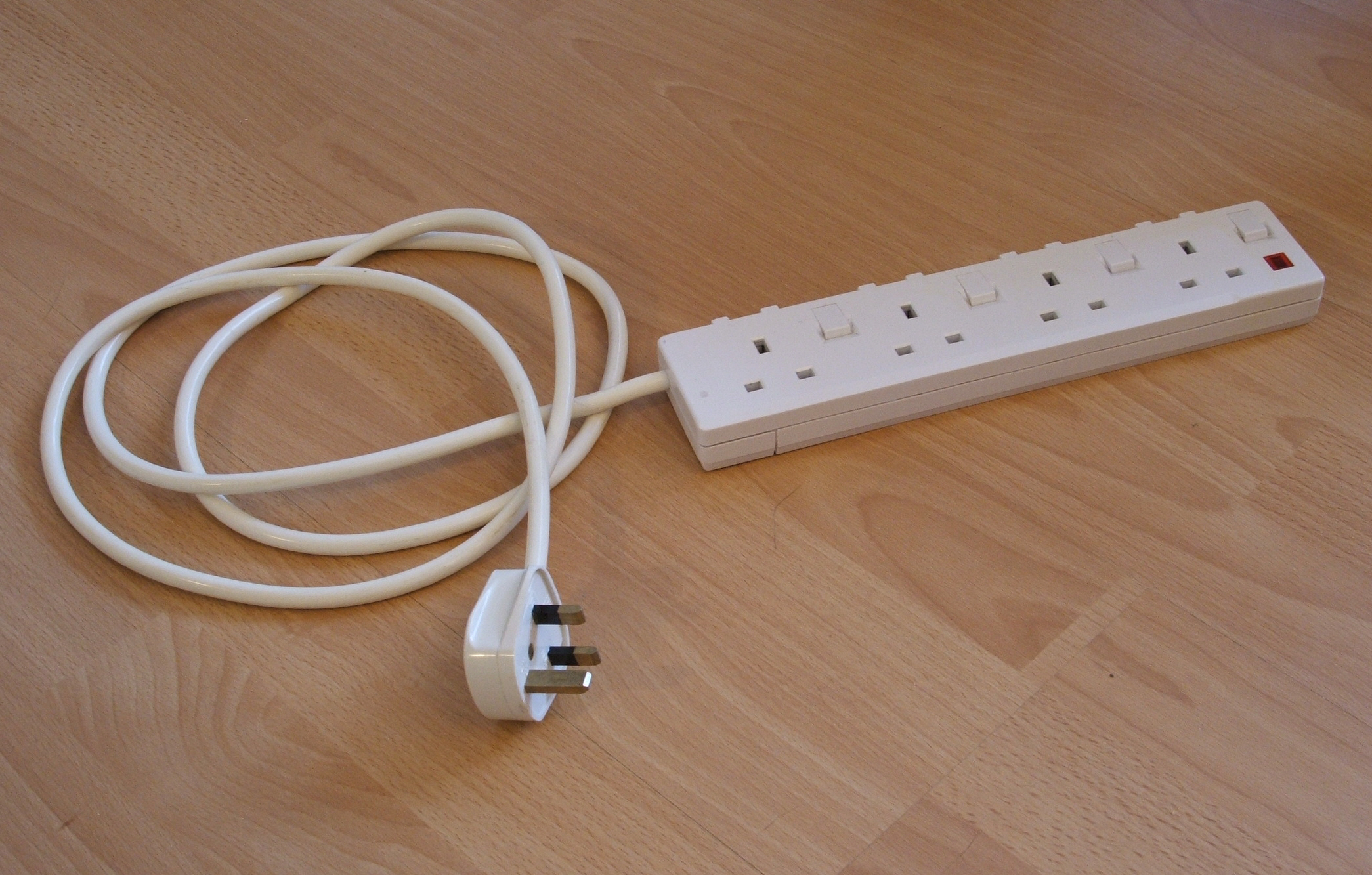
وصلة مقابس
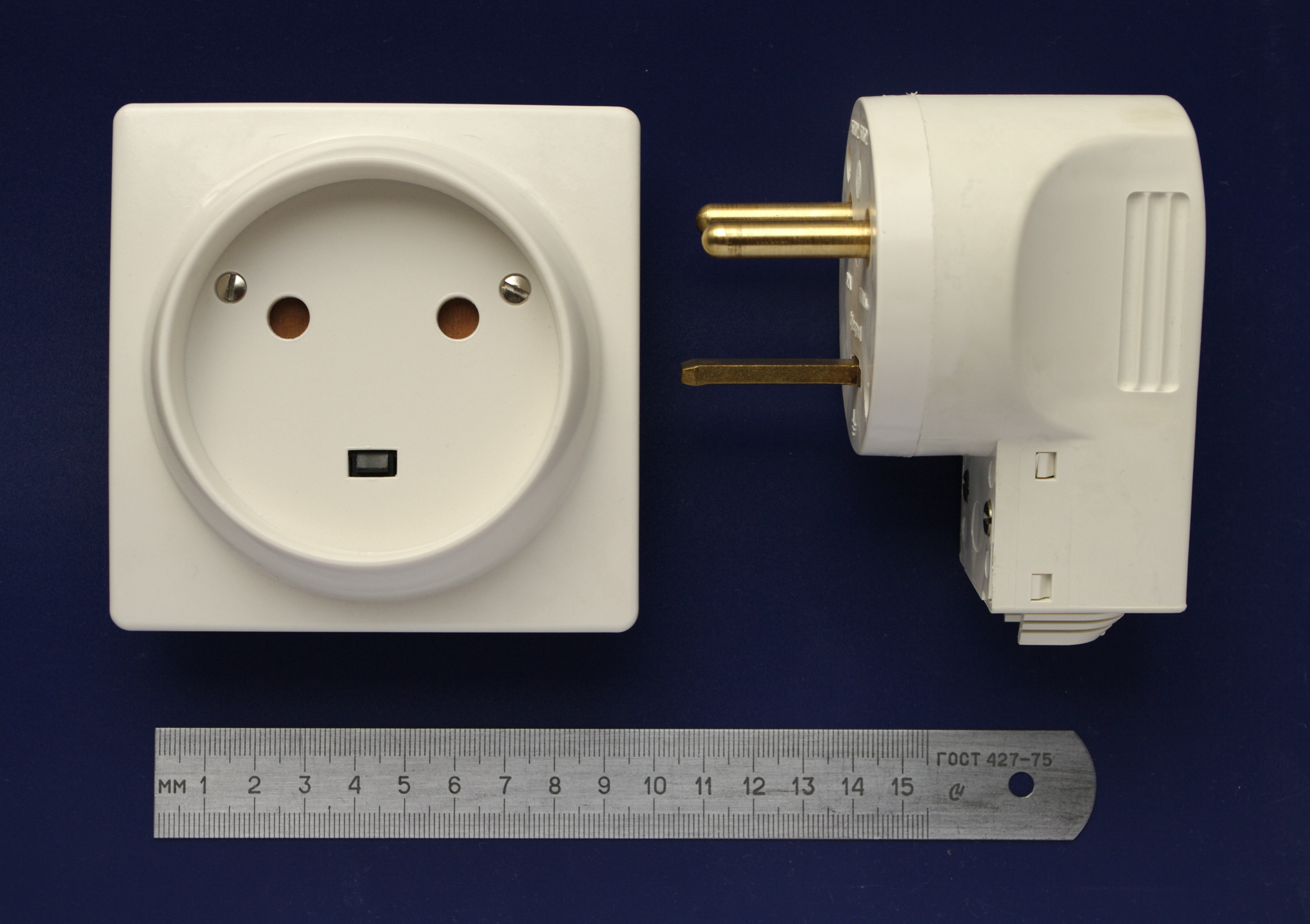
قابس ومقبس كهربائيان
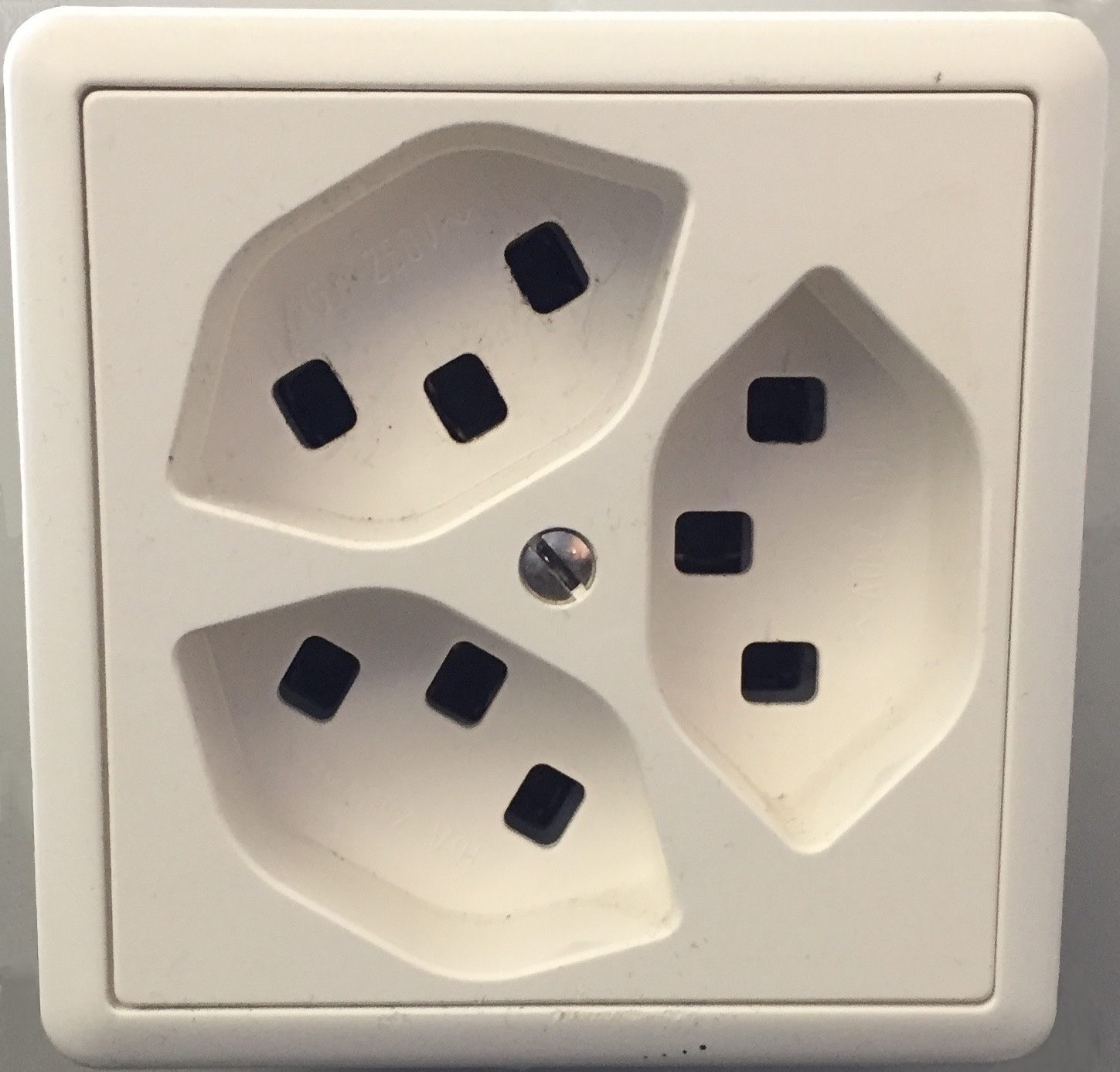
مقبس كهربائي مزدوج بثلاثة مداخل
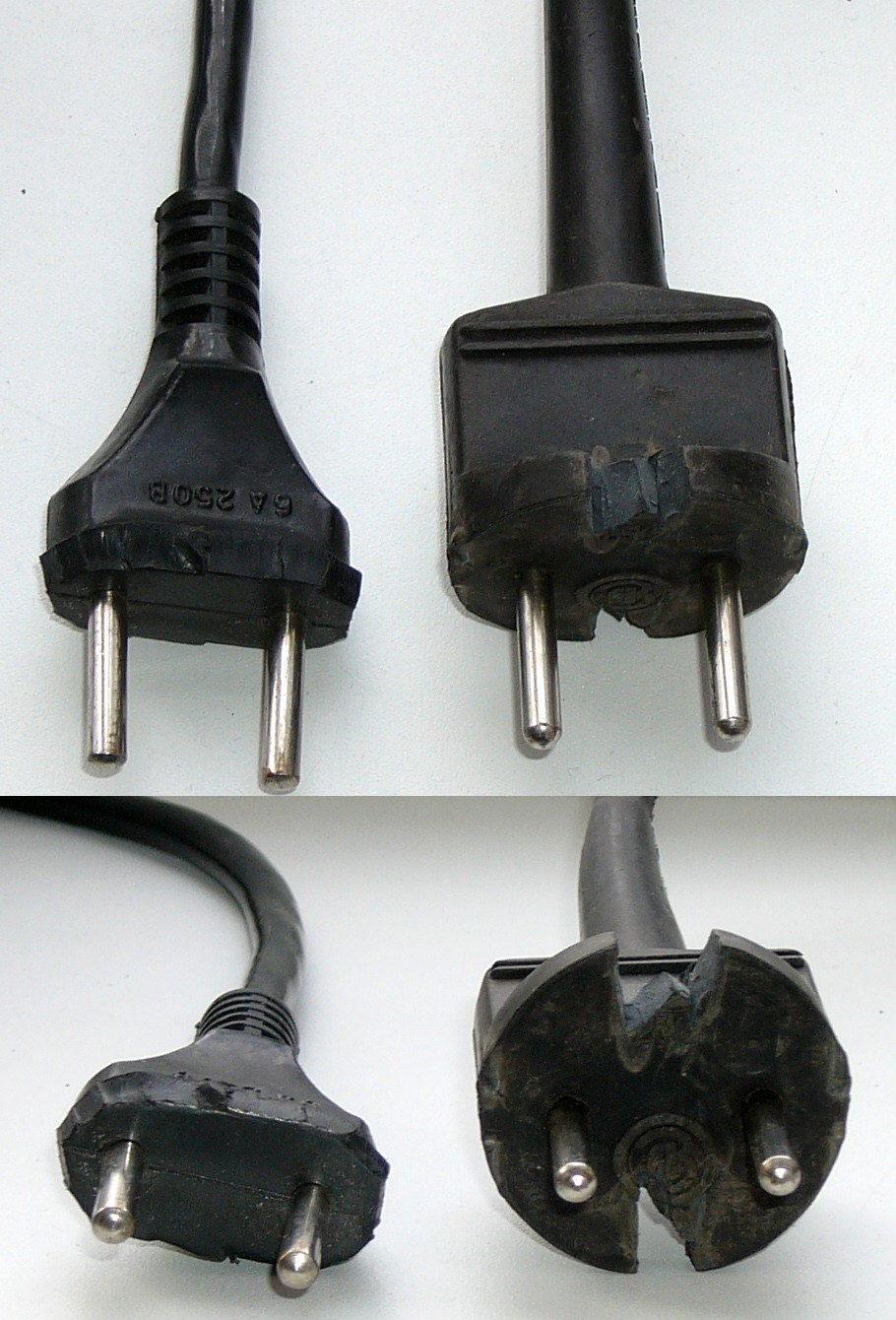
مجموعة قوابس
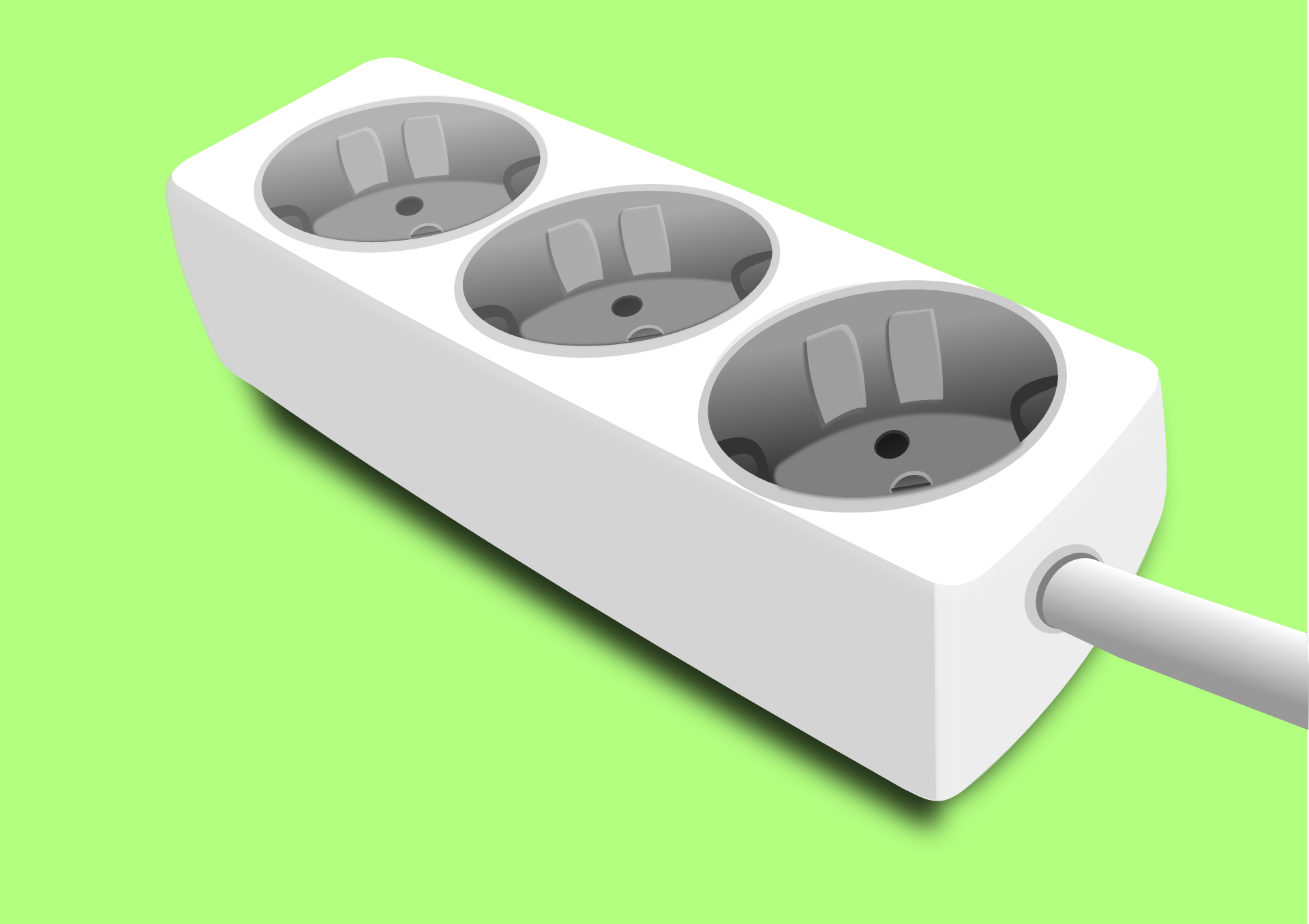
وصلة مقابس